# Lobby dell'energia

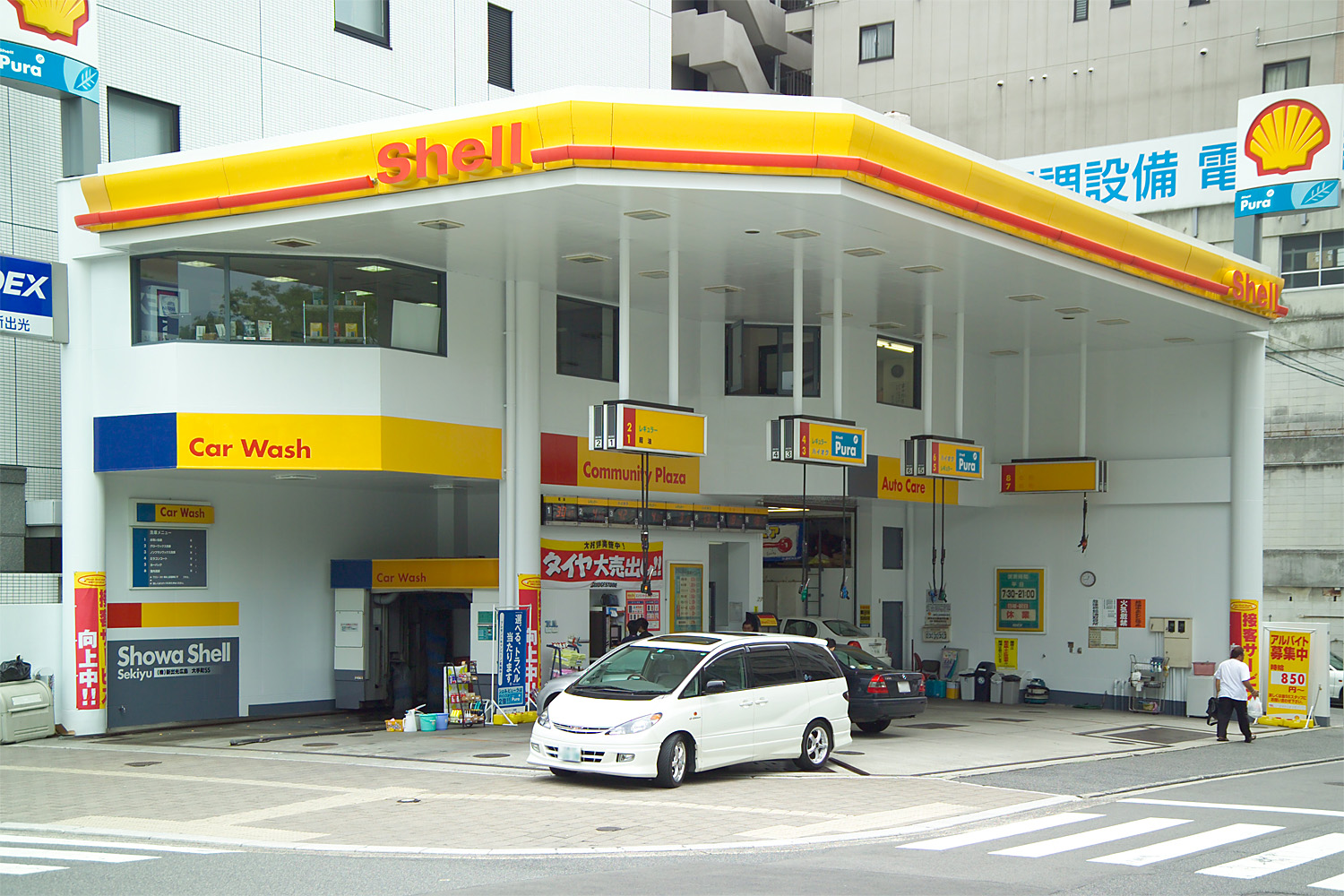
Distributore di benzina a Hiroshima, Giappone

Con l'espressione lobby dell'energia si indica generalmente un gruppo di aziende del settore energetico (carbone, elettricità, gas, petrolio) che attraverso una serie di azioni tentano di influenzare la politica energetica di singoli Stati o su scala internazionale.
Alcune tra le più grandi aziende e corporazioni del settore energetico come ExxonMobil, Royal Dutch Shell, BP, Total S.A., Chevron Corporation, ConocoPhillips, General Electric, Southern Company, FirstEnergy ed Edison Electric Institute sono state spesso indicate come appartenenti più presenti e influenti del gruppo d'interesse, nonché quelle che più investono annualmente nel mercato dell'energia.

## Influenza

### Influenza decisionale negli Stati Uniti
Nel corso degli anni sono emersi diversi scandali che hanno evidenziato connessioni tra le amministrazioni, la presidenza e diverse società dell'industria dell'energia. Per esempio, nel giugno 2005 emersero documenti provanti stretti rapporti di relazione tra la politica energetica dell'amministrazione Bush e la Exxon. Il presidente consultò i vertici di tale società riguardo alla loro posizione in merito al protocollo di Kyoto.
Molti dei membri più influenti della lobby dell'energia sono tra i principali inquinatori degli Stati Uniti; con le società Conoco, Exxon e General Electric tra le prime sei per emissioni.

### Influenza internazionale
Secondo l'International Sustainable Energy Organisation for Renewable Energy and Energy Efficiency, la seconda conferenza mondiale sul clima sarebbe stata sabotata dagli Stati Uniti e dalla lobby del petrolio.

## Critiche

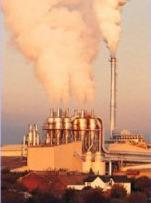
Le raffinerie causano un aumento delle emissioni inquinanti in atmosfera

Da più parti vi sono critiche per la lobby dell'energia per la sua forte influenza nelle politiche di diversi governi in materia di ambiente ed energia, cosa che contribuirebbe, tra l'altro, a impedire la ricerca di soluzioni legislative comuni per fermare il riscaldamento globale (cambiamento climatico).